# Clusia triflora
Clusia triflora är en tvåhjärtbladig växtart som beskrevs av José Cuatrecasas. Clusia triflora ingår i släktet Clusia och familjen Clusiaceae. Inga underarter finns listade i Catalogue of Life.